# Riu Cervaro
El Cervaro és un petit riu d'Itàlia, a la Pulla, que desaigua a la mar Adriàtica prop de Siponto-Mafredonia a Foggia. Neix vora les comunes de Zungoli, Anzano i al terme de Monteleone di Puglia. Té 107 km de llargària i desemboca a la mar Adriàtica.
El seu nom en llatí era Cerbalus. Només l'anomena Plini el Vell, i diu que era el límit pel nord del territori dels daunis. Neix als Apenins als límits del Sàmnium, prop d'Ariano, passa per Bovino (Vibinum), i després de travessar la plana de la Pulla, rep les aigües del Candelaro just abans d'entrar a l'Adriàtic prop de Sipontum. L'historiador Procopi parla d'un lloc anomenat Cervarium (Κερβάριον) a la Pulla, que prenia el seu nom d'aquest riu.